# 2012年5月20日日食
2012年5月20日日食是一次日環食，發生於2012年5月20日（欧洲、亚洲大多為5月21日）。新月當天（即朔日），地球上觀測到月球和太阳的角距離極小，此時月球如果恰好在月球交點附近，穿過太阳和地球之間，與地球、太阳接近一直線，則會出現日食。月球穿過太阳和地球之間，但距地球較遠，本影未能接觸地表，而使偽本影覆蓋的區域內看到月球的角直徑小於太陽，就形成日環食，同時在偽本影兩側數千公里的半影範圍內形成日偏食。此次日環食經過了中国大陆、澳門、香港、臺灣、日本和美国，日偏食則覆蓋了歐亞大陸東部和北部、北美洲大部及周邊部分地區。

## 日食概況

### 出現區域
北部湾東北部的中國廣西、廣東、海南沿海地區最先在5月21日日出時看到日環食，隨後月球偽本影向東北劃過中國東南沿海，並覆蓋了港澳的全部區域和臺灣的一部分，又跨過东海，經過日本南部，繼續向北太平洋移動，在阿拉斯加州阿留申群島中的拉特群島以南約320公里的洋面達到最大食分，不久後就跨過國際日期變更線。此後偽本影逐漸轉向東南，在美国加利福尼亚州和俄勒冈州海岸交界處附近登陸北美洲，最終在5月20日日落時分結束於德克萨斯州境內。其中，偽本影覆蓋了一個正式首都，日本东京，及中華民國的實際首都臺北。
偽本影經過的陸地包括：
- 中国大陆：广西壮族自治区東南部、海南临高县北部海岸一小角、广东省除北部外的大部、江西省南部、福建省除西北部外的大部、浙江省温州市轄境東南角；
- 澳門全境；
- 香港全境；
- 中華民國：金門、馬祖列島，及臺灣島苗栗縣北部、新竹市、新竹縣北部、桃園縣（今桃園市）北半部、新北市北半部、臺北市除東南角外的絕大部分、基隆市；
- 日本：九州地方的鹿儿岛县除奄美群島以外的部分、熊本縣東南半部、宮崎縣除西北極小角外的絕大部分、大分县東南部，四國地方的爱媛县東南半部、高知县除西北極小角外的絕大部分、香川县東部、德岛县除西北極小角外的絕大部分，近畿地方的和歌山县、兵库县東南部、大阪府除西北角外的大部、京都府東南部、奈良县、滋贺县東南部、三重县，中部地方的岐阜县東南半部、愛知縣、长野县南半部、靜岡縣、山梨县，關東地方除群馬縣西北部外的大部分（其中伊豆群島包括三宅島及其以北的島嶼），東北地方的福岛县東南半部；
- 美国：俄勒冈州西南部、加利福尼亚州北部、内华达州中部偏南、犹他州南部、亞利桑那州北部、科羅拉多州西南角、新墨西哥州中部偏北、德克萨斯州西部。[3][4]

在大中華地區，這次日食是1785年至2867年間唯一一次在兩岸四地都能看見的中心食（日全食或日環食）。在日本，這是自1080年以來的932年間首次覆蓋所有三大都市圈的中心食。另外，這次日食也是美國本土在21世纪的首次中心食。
除了上述狹窄的環食帶內能看到日環食之外，月球半影覆蓋範圍內都能看到日偏食，包括除中國最西側以外的东亚大部、除缅甸西南角、马来半岛和印尼西南部島嶼外的东南亚大部、中亚哈萨克斯坦和吉尔吉斯斯坦兩國東半部、俄罗斯欧洲部分東北部和亚洲部分的絕大多數地區、北歐北部、除東部沿海以外的北美地区大部、除南端以外的格陵兰大部、除東南部以外的墨西哥大部，以及北冰洋和太平洋中北部諸島嶼。
月球在其軌道上自西向東轉動，發生日食時，月球在地球表面的陰影也大多自西向東移動，而從地球上看，太阳的西側先被月球遮掩，然後逐漸向東。但此次日食發生在北半球的夏季，地軸北端向太阳方向傾斜，月球半影北端經過了晨昏圈最北端附近的區域，因而在北歐、格陵兰、加拿大東北部等被半影覆蓋、看到日偏食的區域內，月影在地表自東向西移動，地面上看到的太阳東側最先被月球遮掩。欧洲和亚洲的日環食和日偏食大多發生在5月21日，而北美洲的日食大多發生在5月20日，更有北歐、格陵兰等處於極晝地區的日偏食在5月20日子夜前不久開始，在5月21日凌晨結束。

### 基本參數
- 類型：日環食
- 食甚中心處（位于阿留申群島拉特群島以南約320公里的北太平洋）資料：
  - 時間：2012年5月20日23:52:47.0
  - 地點：49°5.6′N 176°16.4′E / 49.0933°N 176.2733°E
  - 食分：0.9439（環食帶內最大）
  - 偽本影寬度：236.9公里
  - 日環食持續時間：5分46.3秒
- 環食最長處資料：
  - 時間：2012年5月20日23:55:53
  - 地點：49°19′N 177°46′E / 49.317°N 177.767°E
  - 偽本影寬度：236.7公里
  - 日環食持續時間：5分46.3秒（環食帶內最長）[7]

## 觀測及社會關注
由於天氣原因，並非所有月球偽本影覆蓋的地區都成功觀測了日環食。在中国大陆，廣州地區下了小雨，未能看到日環食，而福建泉州、廈門等地觀測成功。在香港，天空被雲層覆蓋，無法看到日環食，只有部分地區看到了日偏食。金門、馬祖天氣較好，成功觀測了日環食，而臺灣島北部雲層濃厚，只有野柳風景特定區等少數地區看到了日環食。美国西部的加利福尼亚州北部、犹他州、新墨西哥州、德克萨斯州等地均天氣晴朗，觀測取得成功。
日本的關東、近畿、九州等地多為多雲天氣，但多地都在雲層縫隙中看到了日環食。由於觀測太阳時不能用肉眼直接看，必須採取減光措施保證安全，日本天文學會針對此次日環食成立了2012年日環食日本委員會（日語：2012年金環日食日本委員会），向公衆宣傳正確的觀測方法。此次日環食的環食帶覆蓋了三大都市圈的东京、大阪等人口密集的大城市，觀測太阳專用的眼鏡大多迅速售空。日本多家媒體也都對日環食做了报道。為迎接日環食，神奈川縣平塚市還有小學在午餐中提供了形似日環食時太阳形狀的麵包圈和呈天體形狀的甜點。日環食在日本發生於週一早晨上班高峰時間，东京等地一些中小學校特意延遲上學以方便觀測。由於受到日本社會廣泛關注，這次日食也是「金」字成為2012年日本年度漢字的原因之一（日語稱日環食為）。

## 相片庫

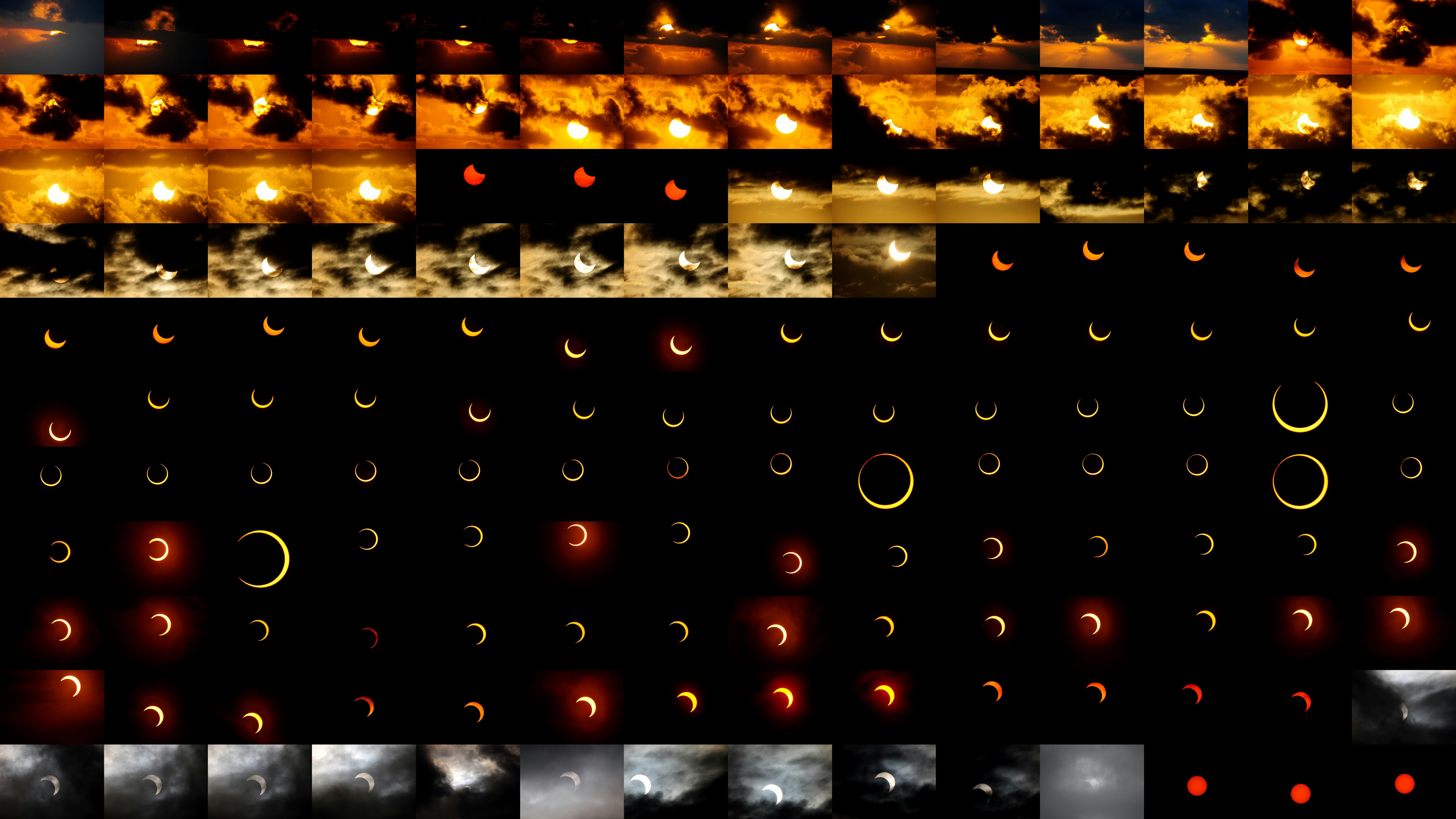
臺灣基隆市八斗子的日環食過程連續照片
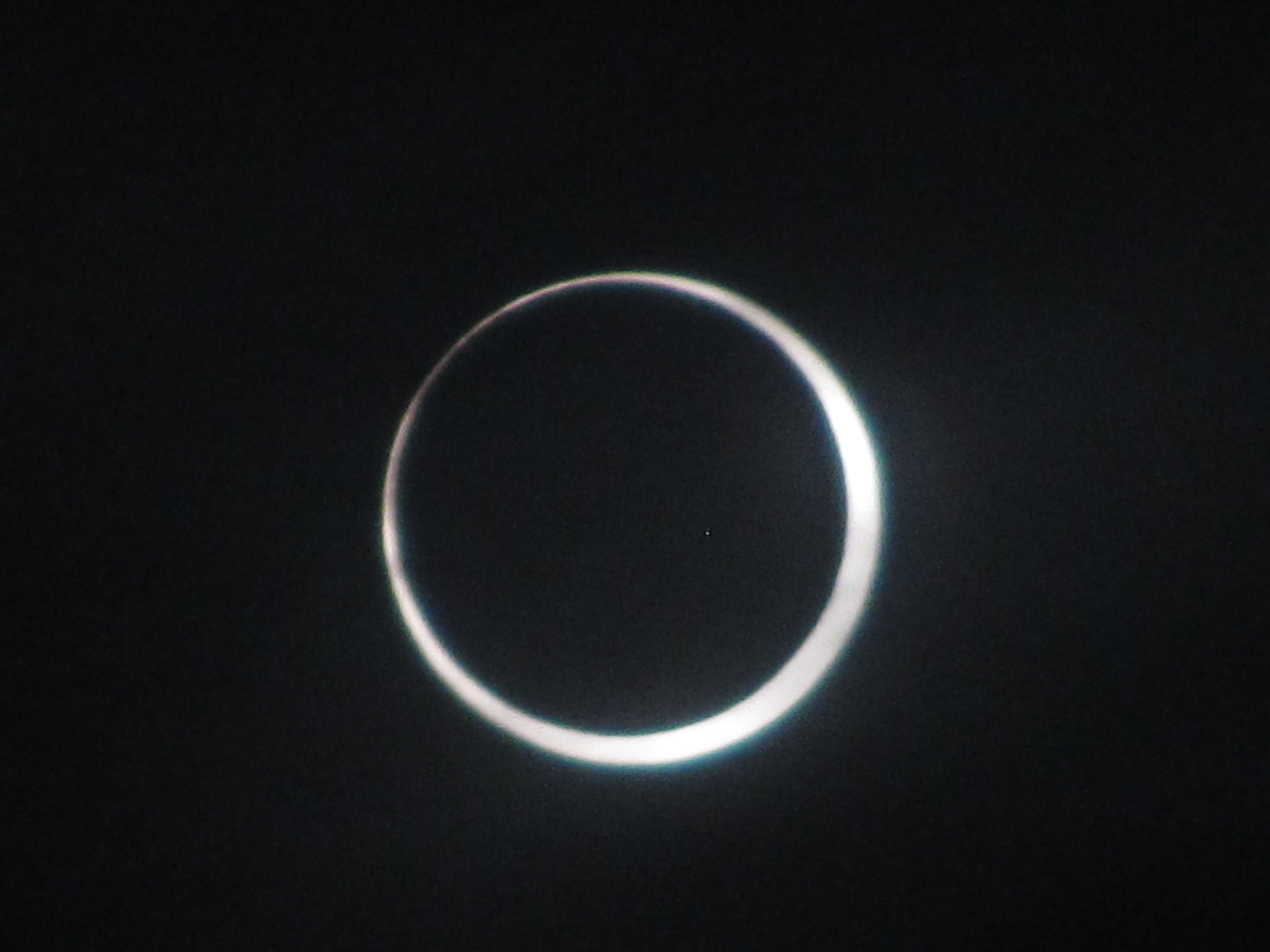
臺灣基隆市的日環食
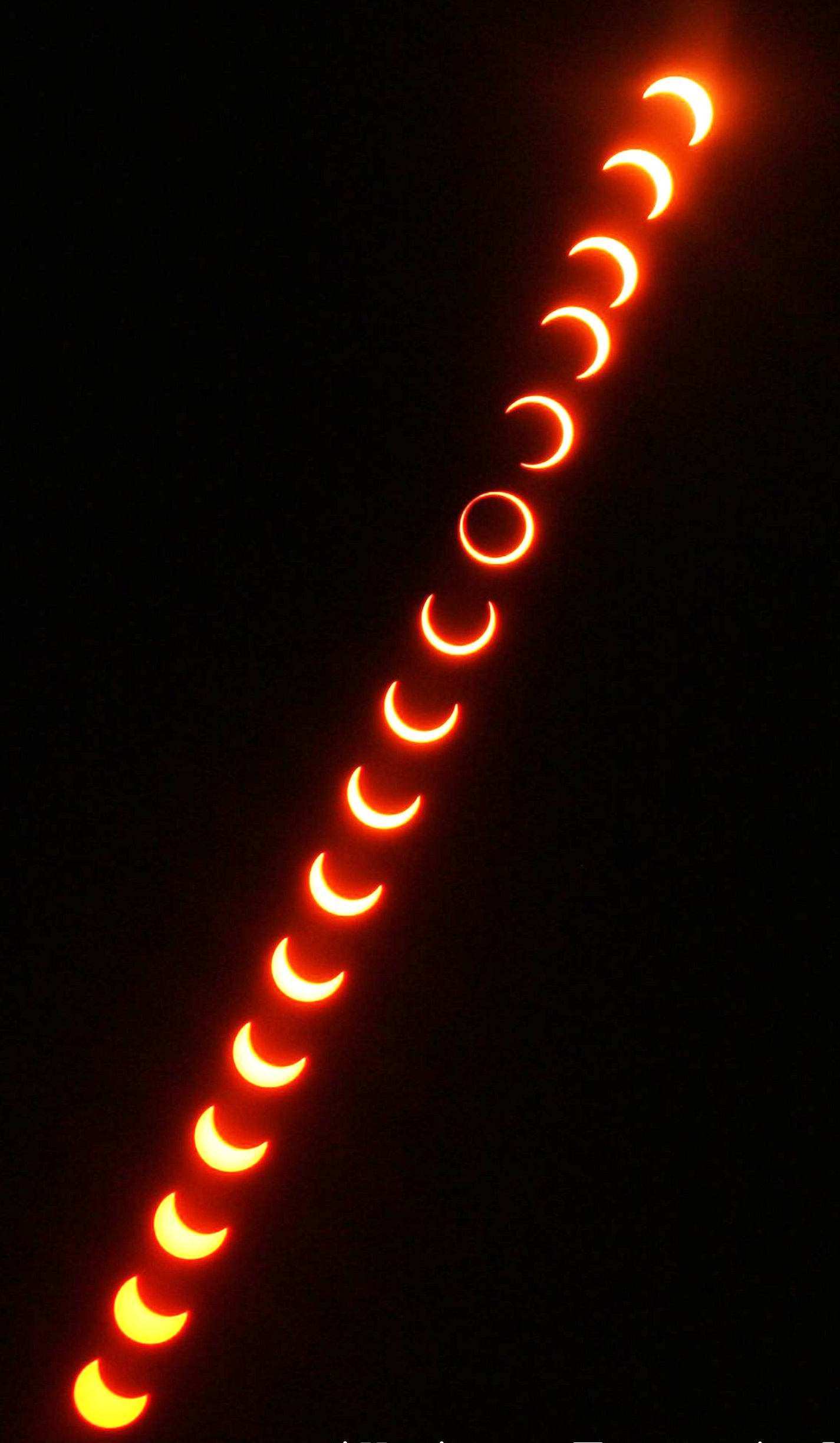
臺灣新竹市的日環食過程連續照片
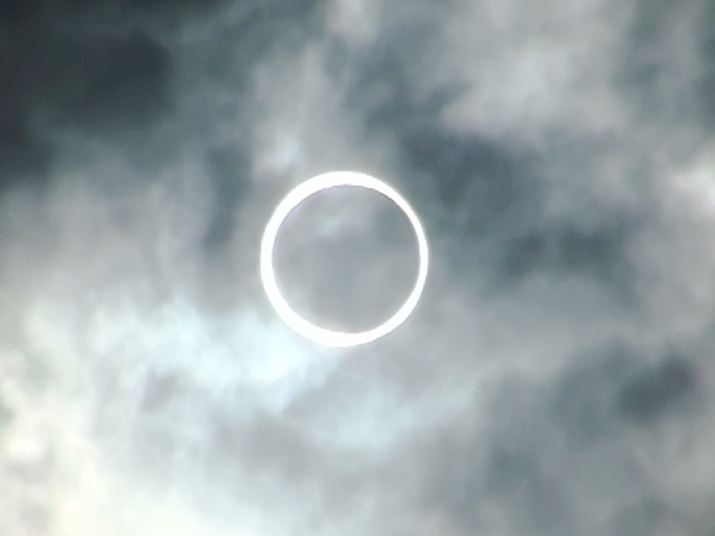
日本山梨县甲府市的日環食
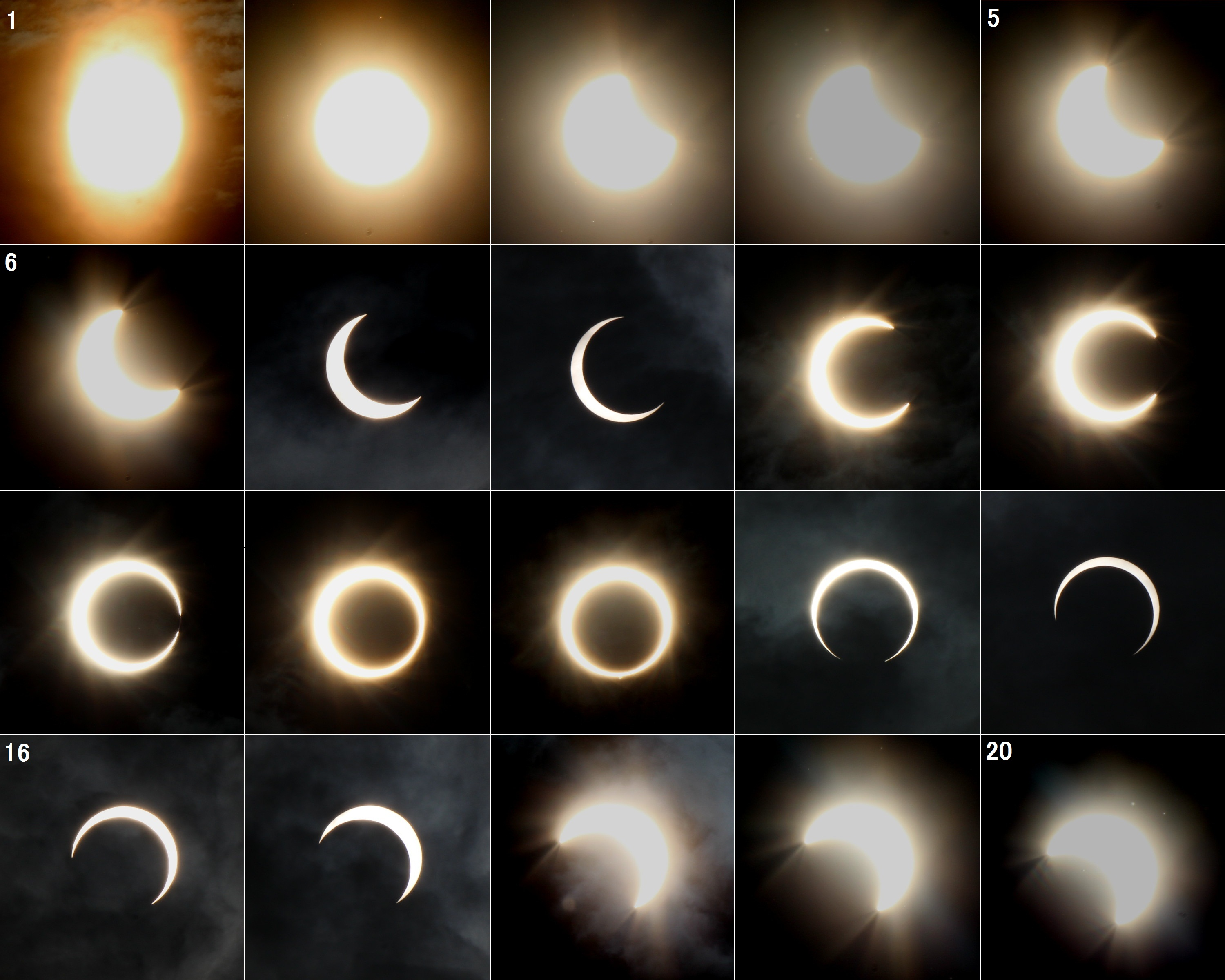
日本愛知縣日環食過程
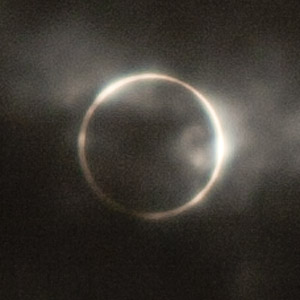
日本神奈川縣横滨市青葉區的日環食
日本德岛县德島市的日環食
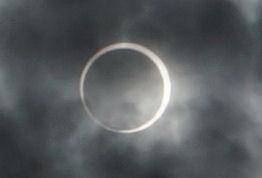
日本東京都23區的日環食
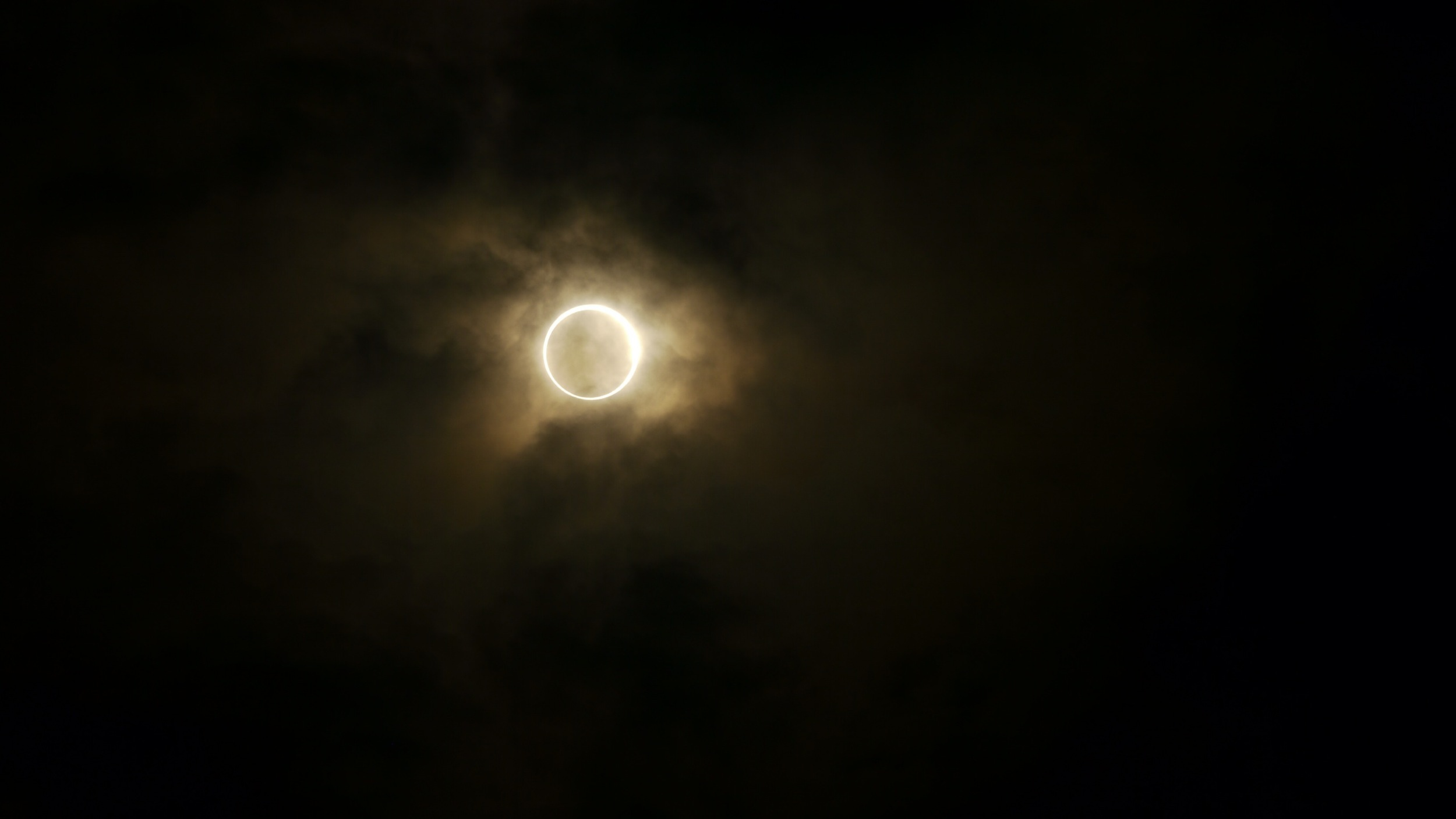
日本东京的日環食
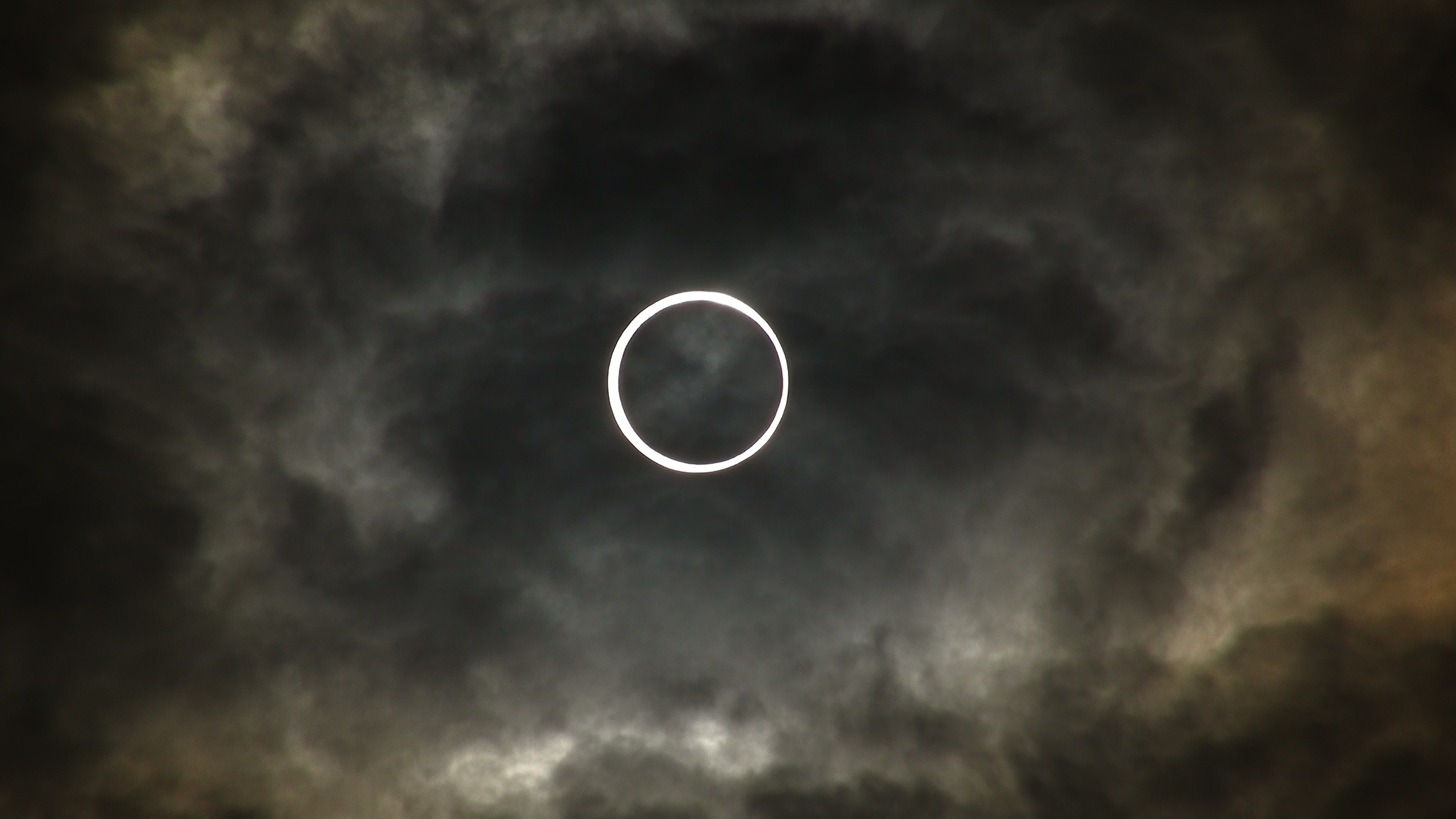
日本东京的日環食過程片段（錄影）
- 日本關東地方的日環食
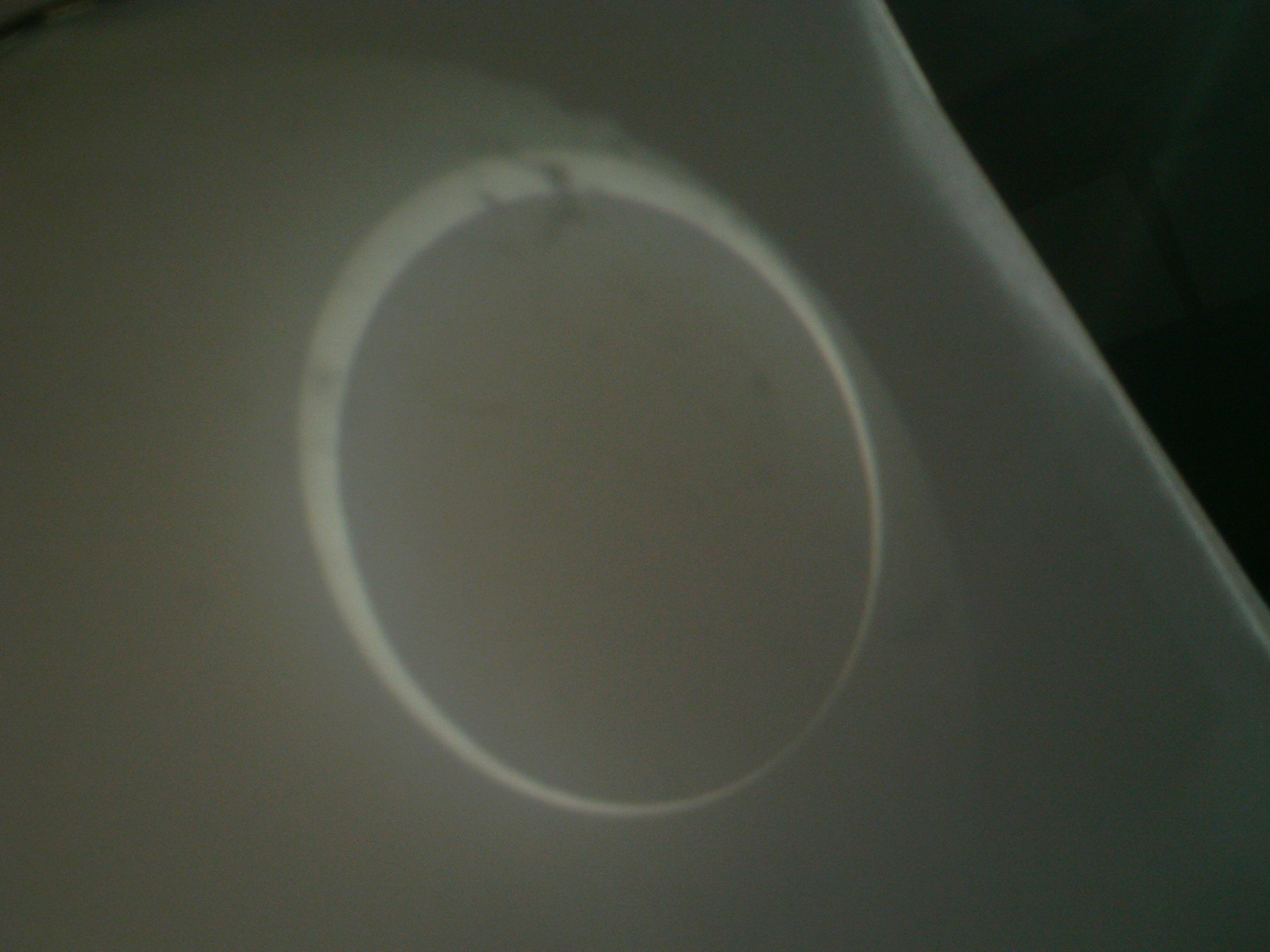
美国俄勒冈州梅德福的日環食，用60毫米折射望遠鏡投影
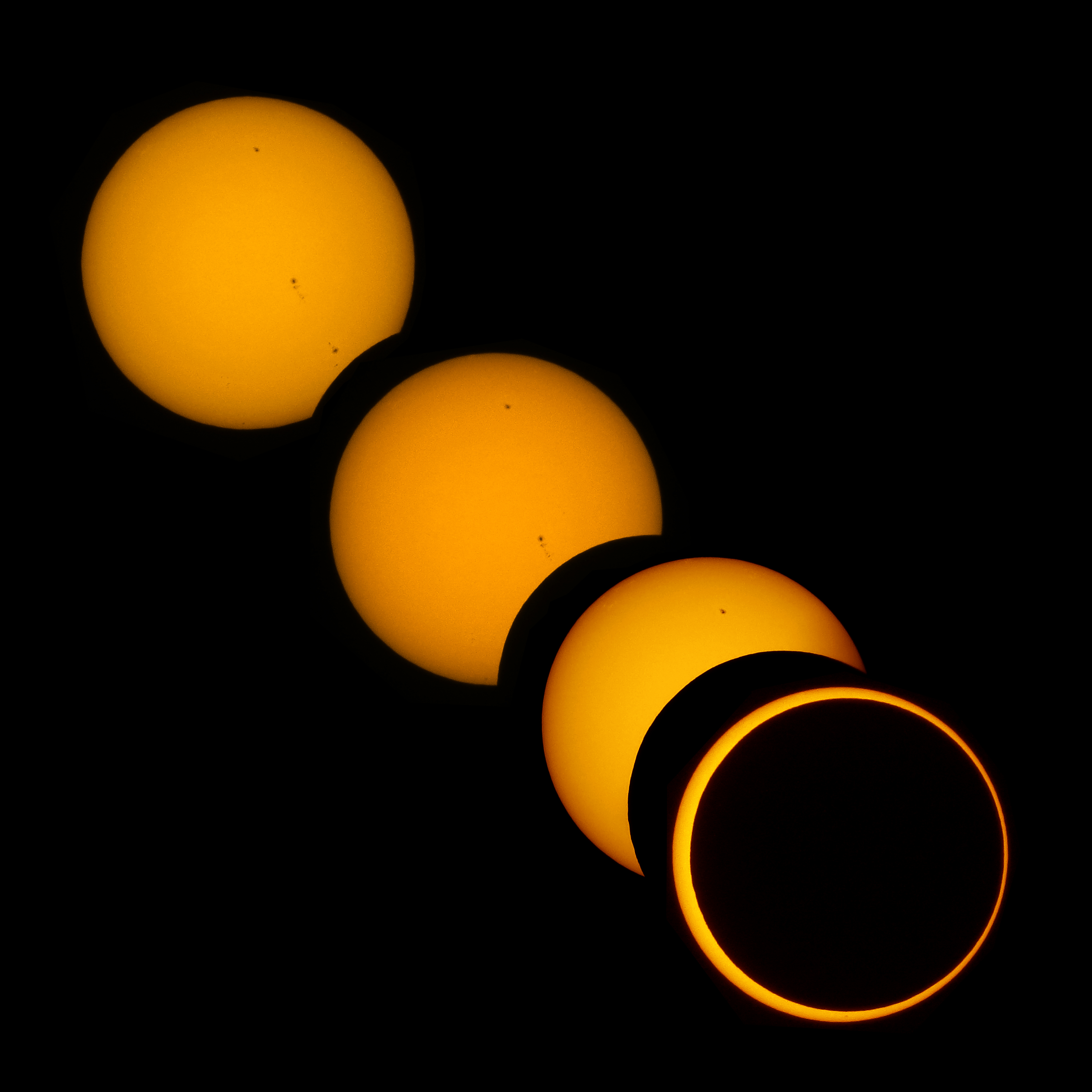
美国加利福尼亚州雷德布拉夫的日環食
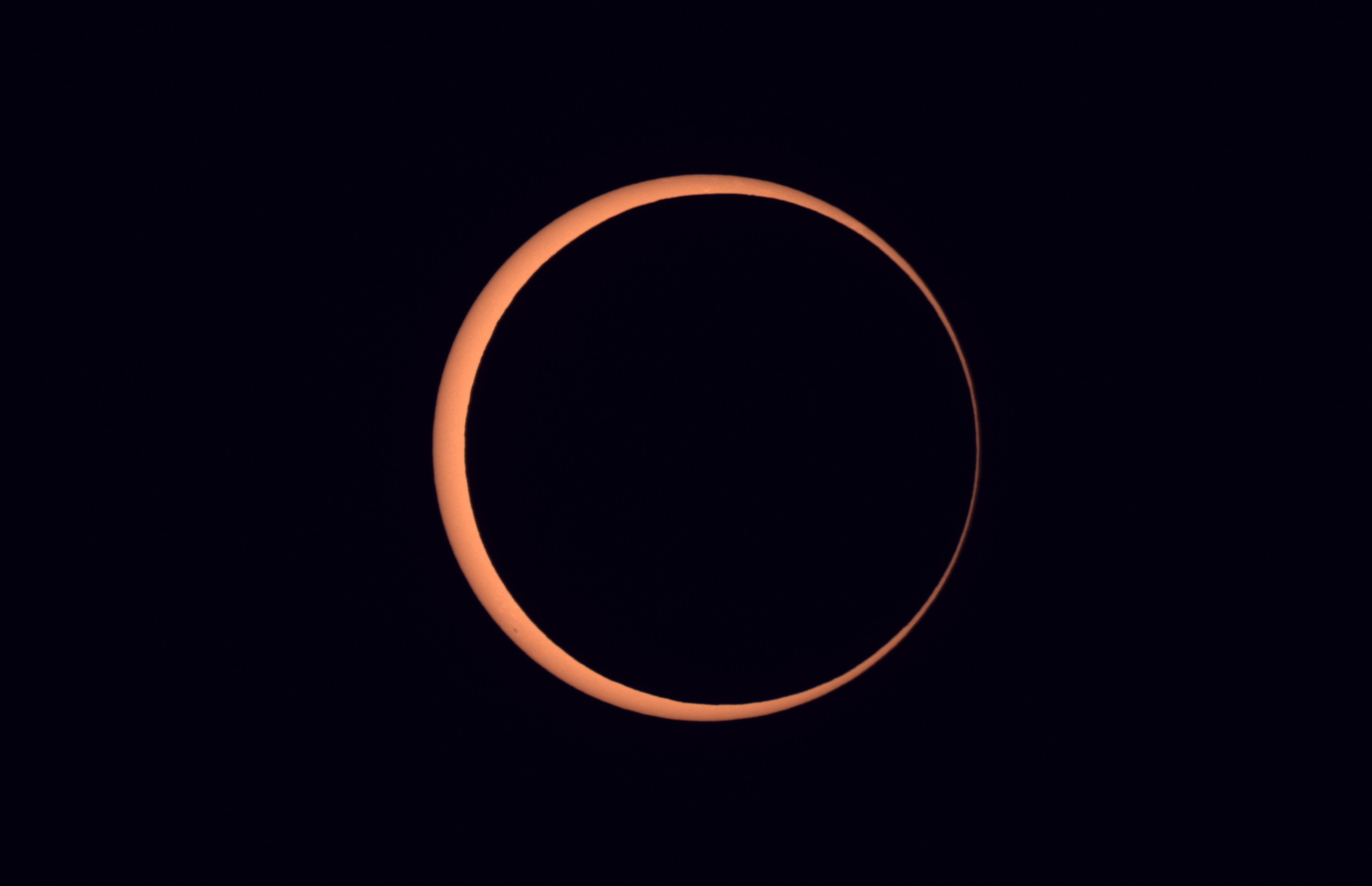
美国加利福尼亚州內華達城的日環食
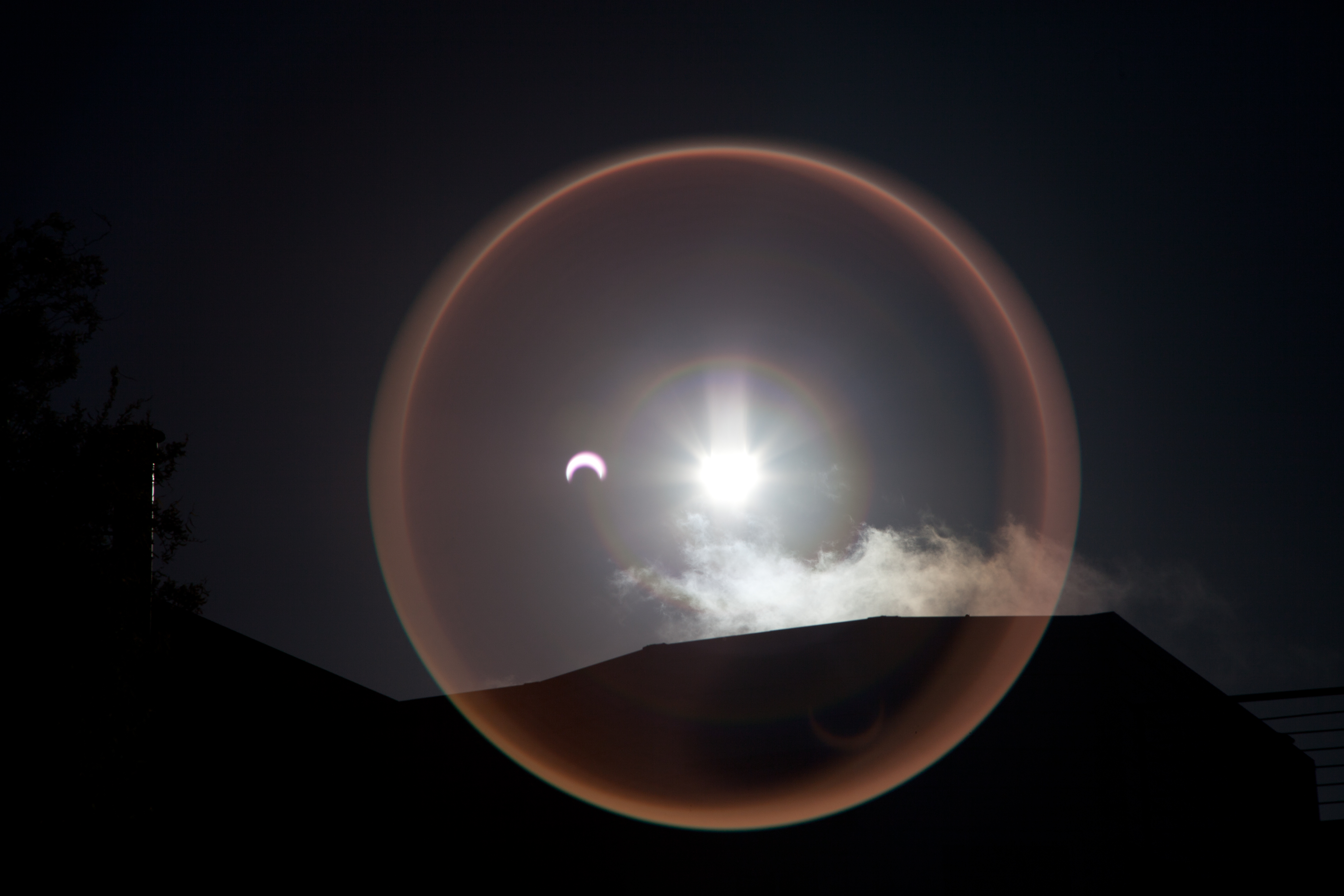
美国加利福尼亚州旧金山的日偏食
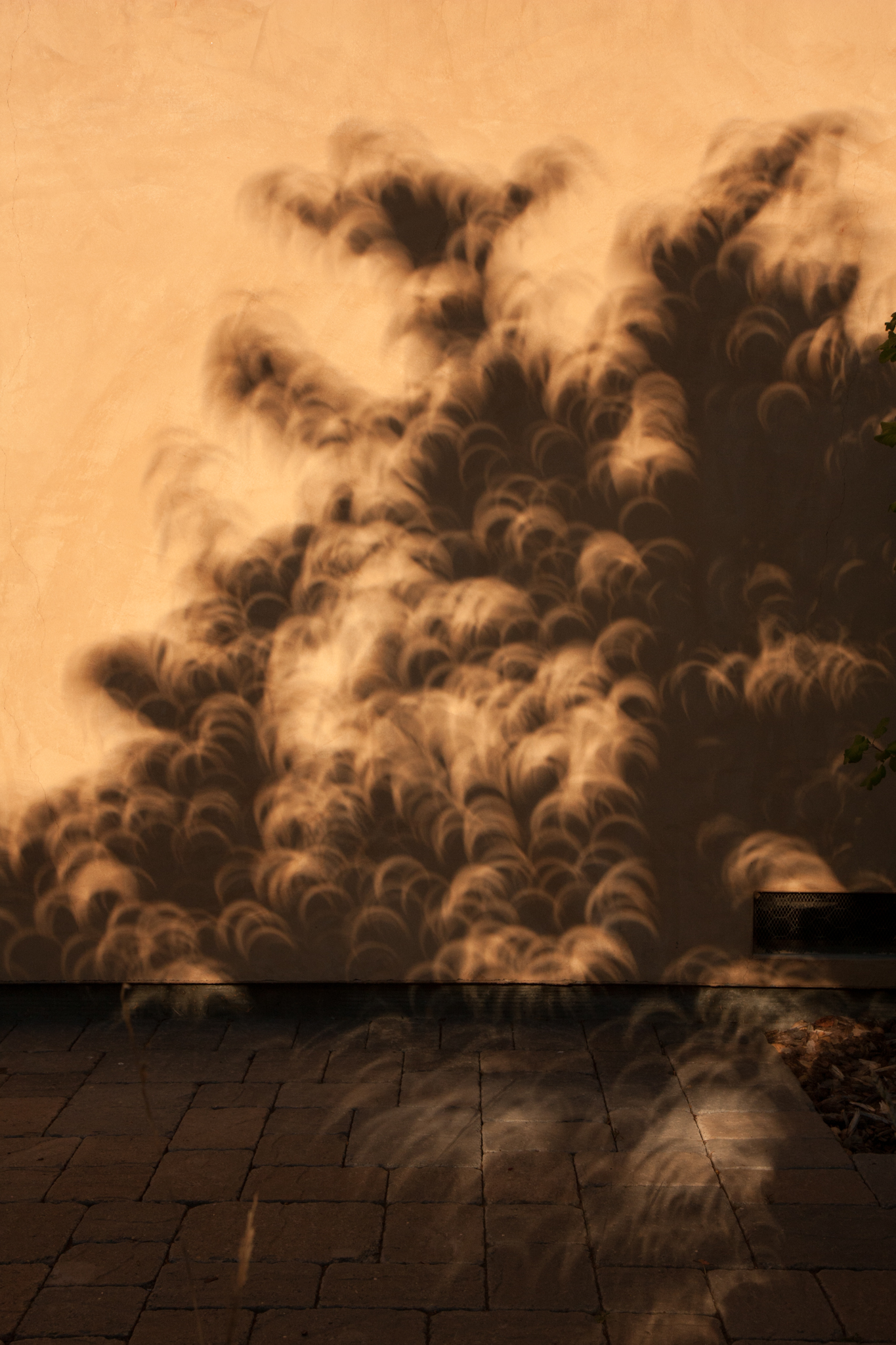
美国加利福尼亚州旧金山的日偏食
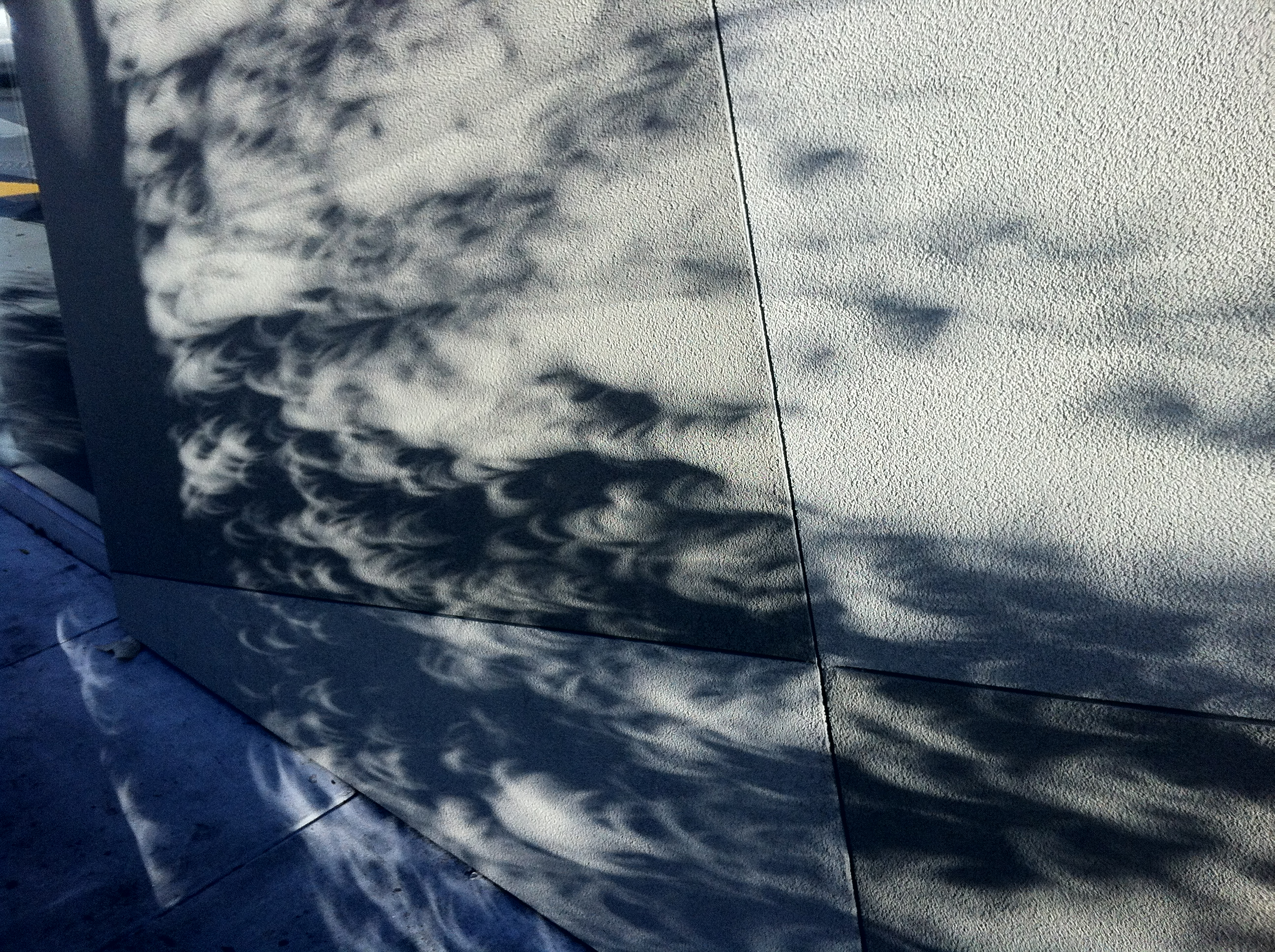
美国加利福尼亚州旧金山的日偏食，透過树叶陰影小孔成像
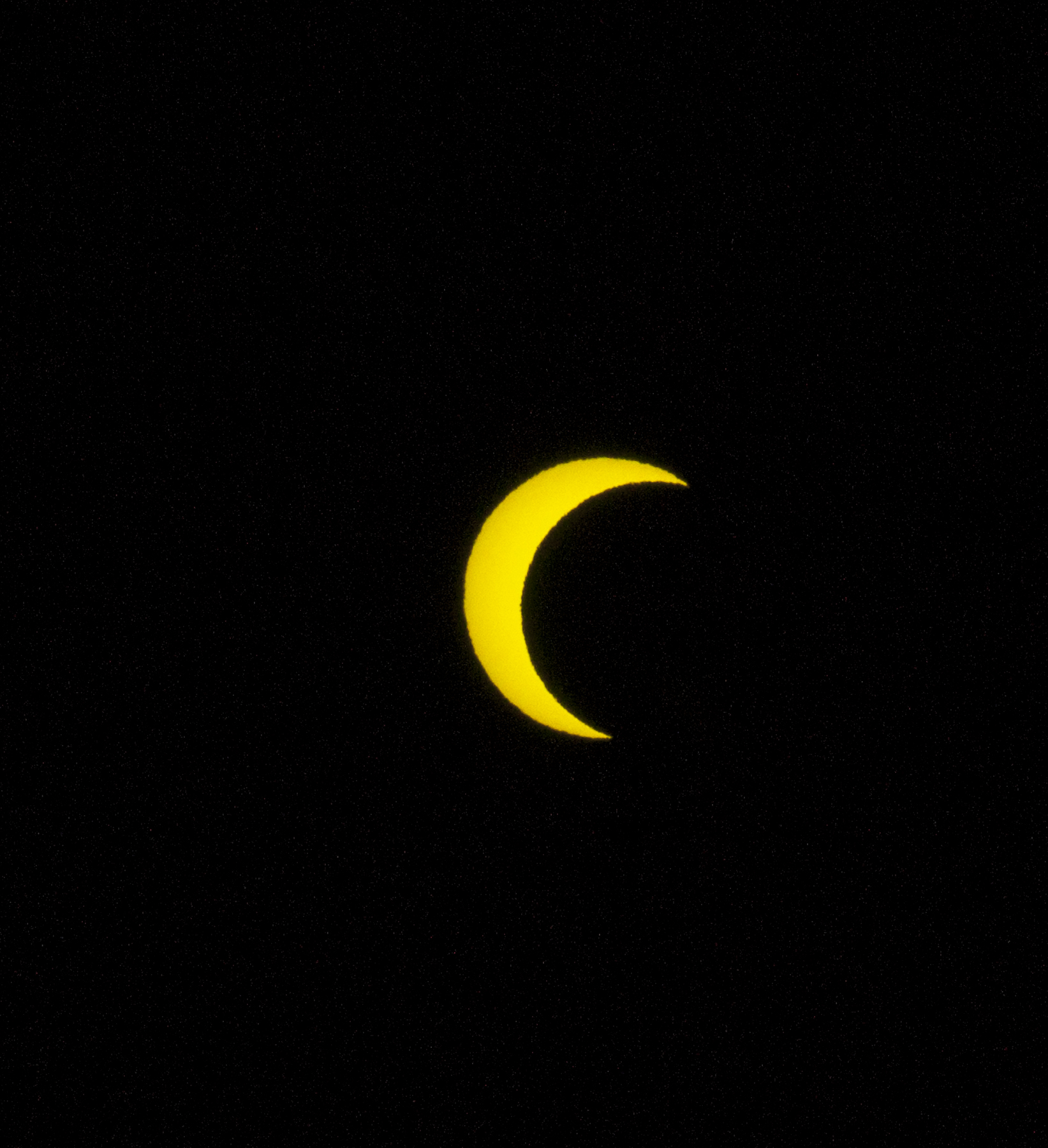
美国加利福尼亚州旧金山的日偏食，透過树叶陰影小孔成像（錄影）
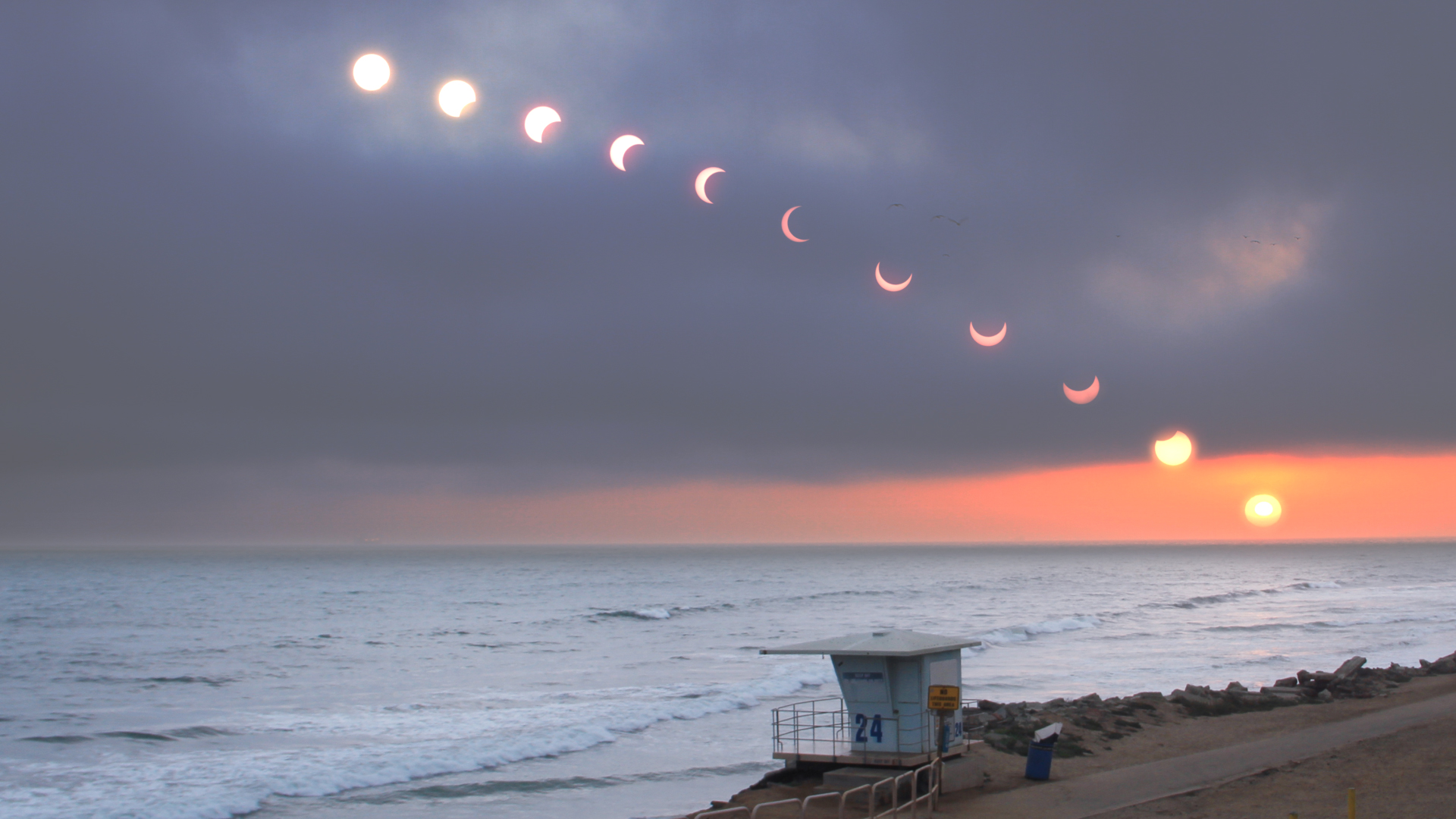
美国加利福尼亚州洛斯奧索斯的日偏食
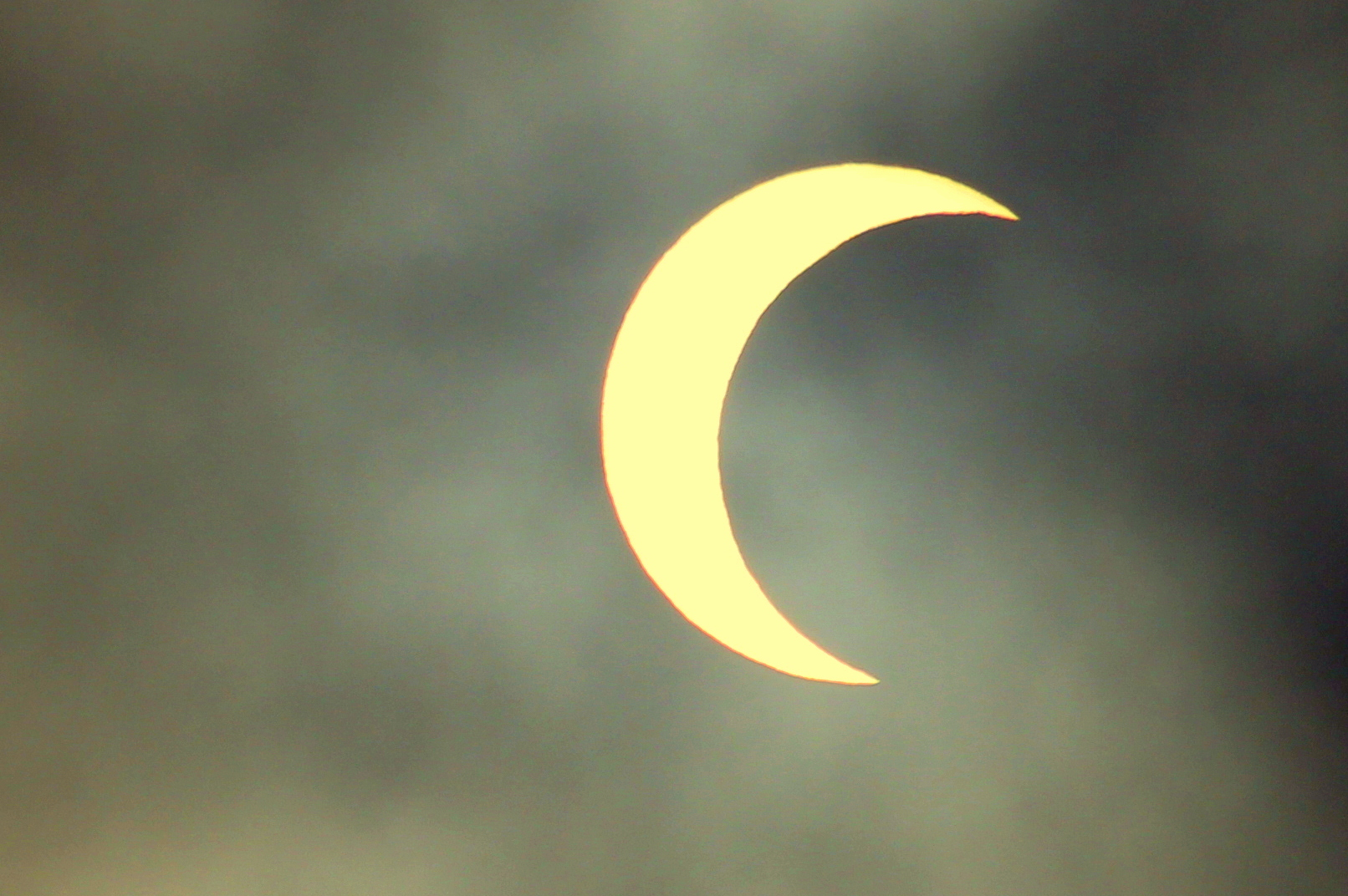
美国加利福尼亚州亨廷頓比奇的日偏食過程合成圖
- 美国加利福尼亚州聖胡安 - 卡皮斯特拉諾的日偏食
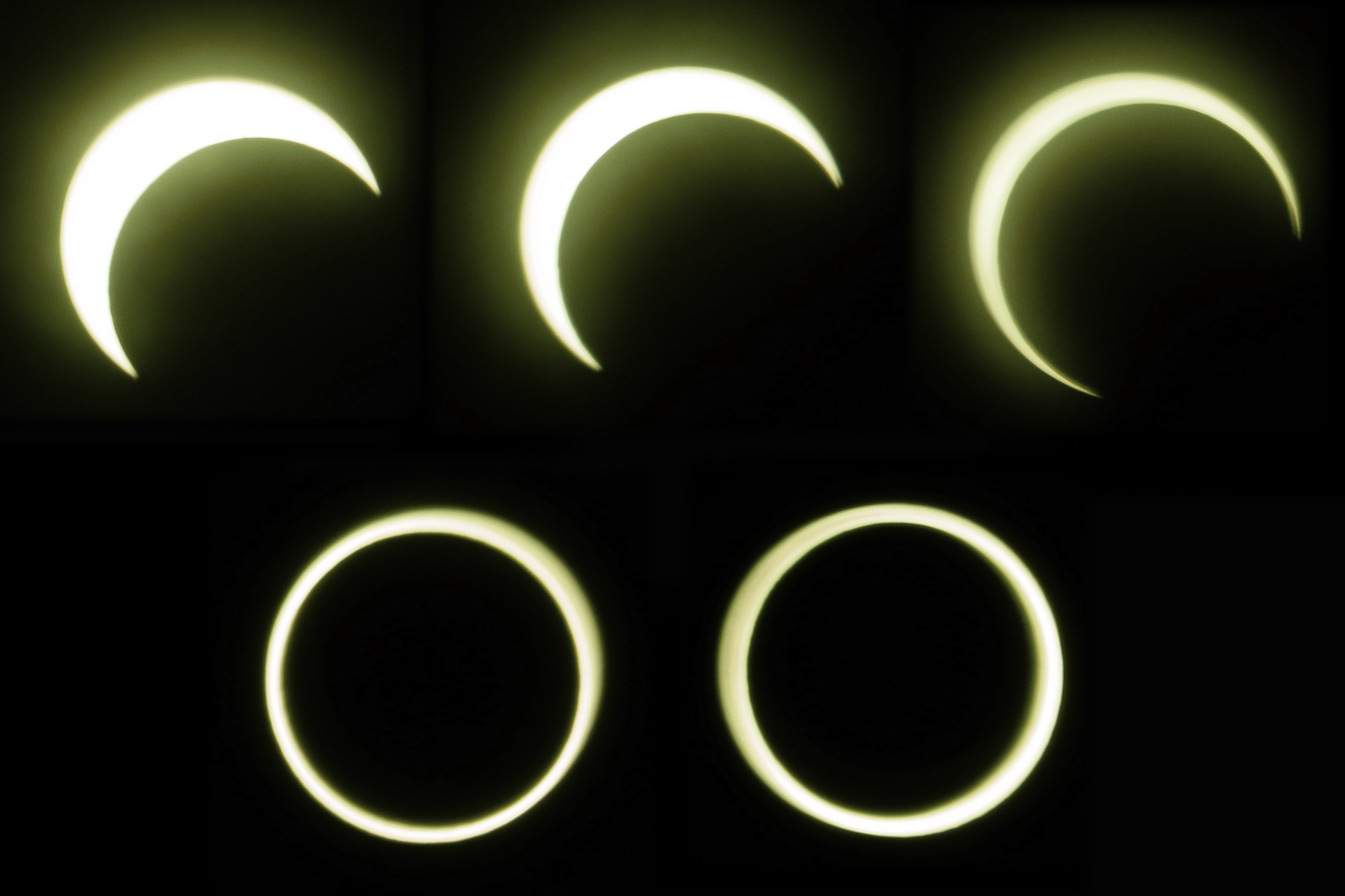
美国内华达州金字塔湖南岸的日環食，位於環食帶中心線上
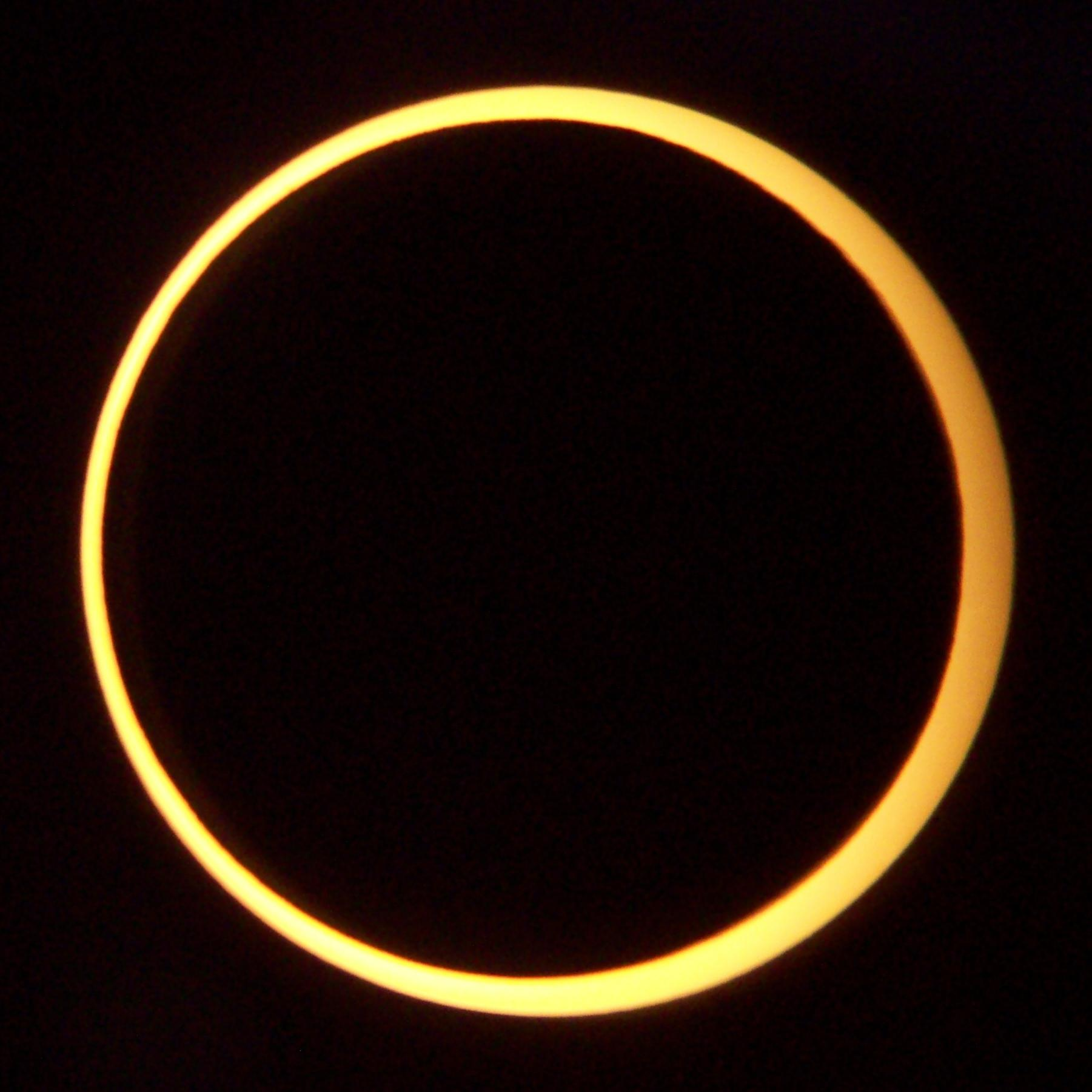
美国内华达州米德爾蓋特的日環食
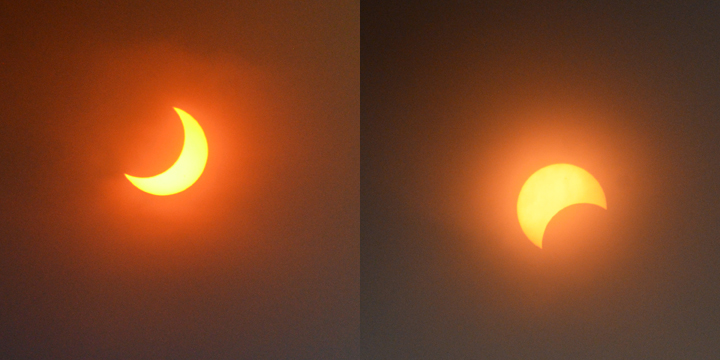
美国犹他州普萊森特格羅夫的日偏食
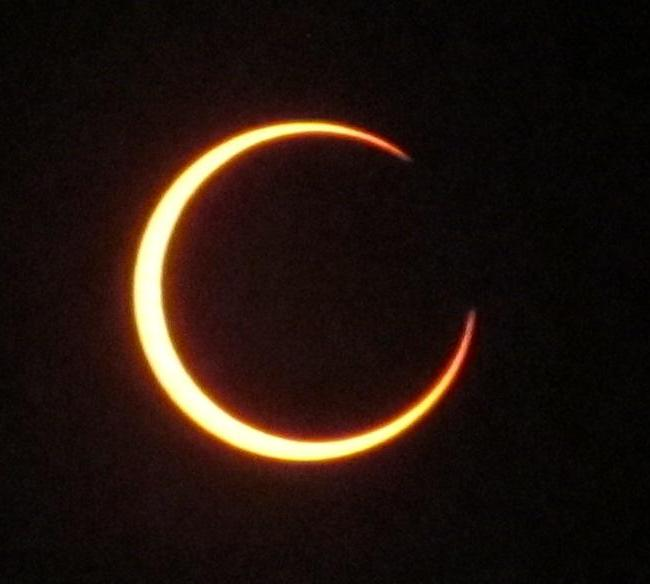
美国亞利桑那州弗拉格斯塔夫的
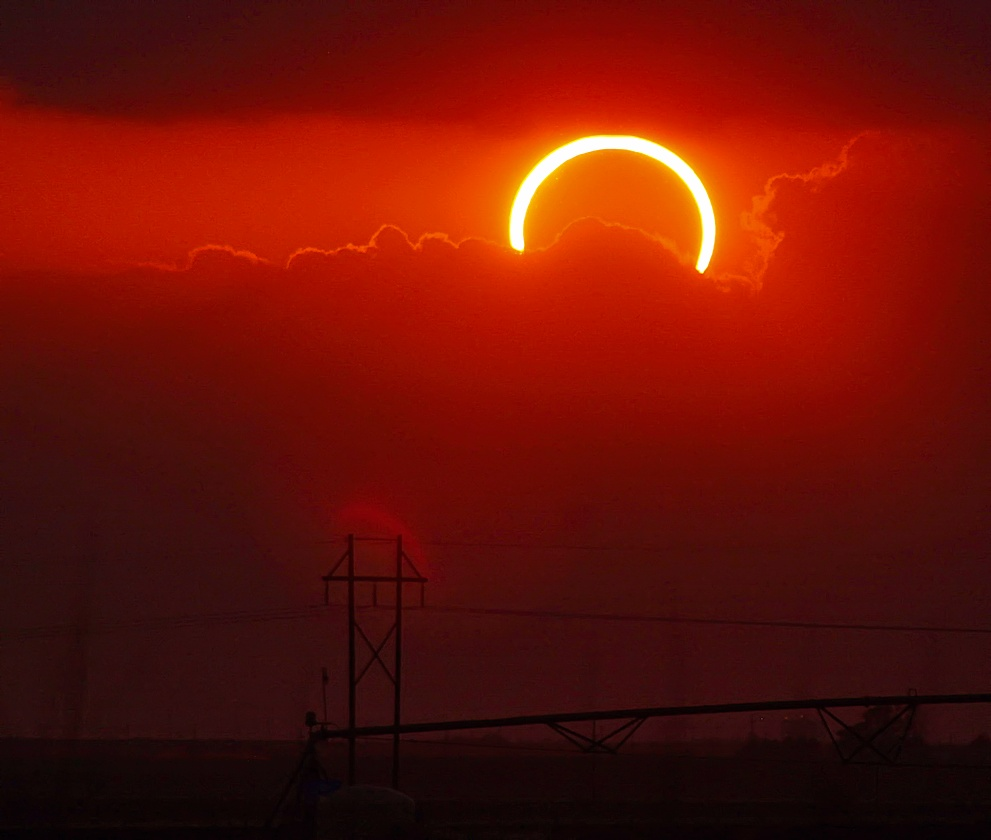
美国得克萨斯州沃爾福斯（英语：Wolfforth, Texas）的日環食
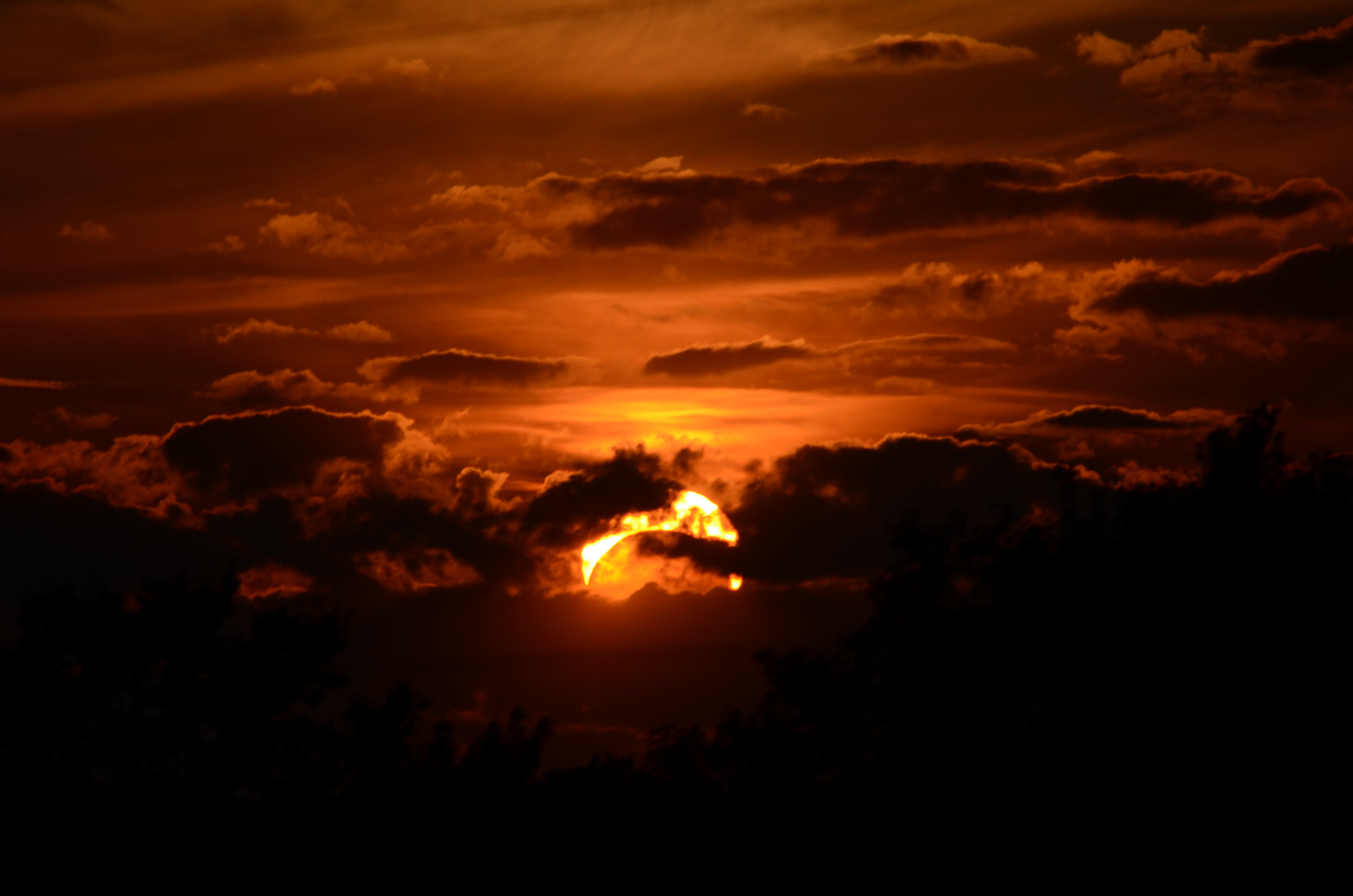
美国堪薩斯州肖尼的日偏食
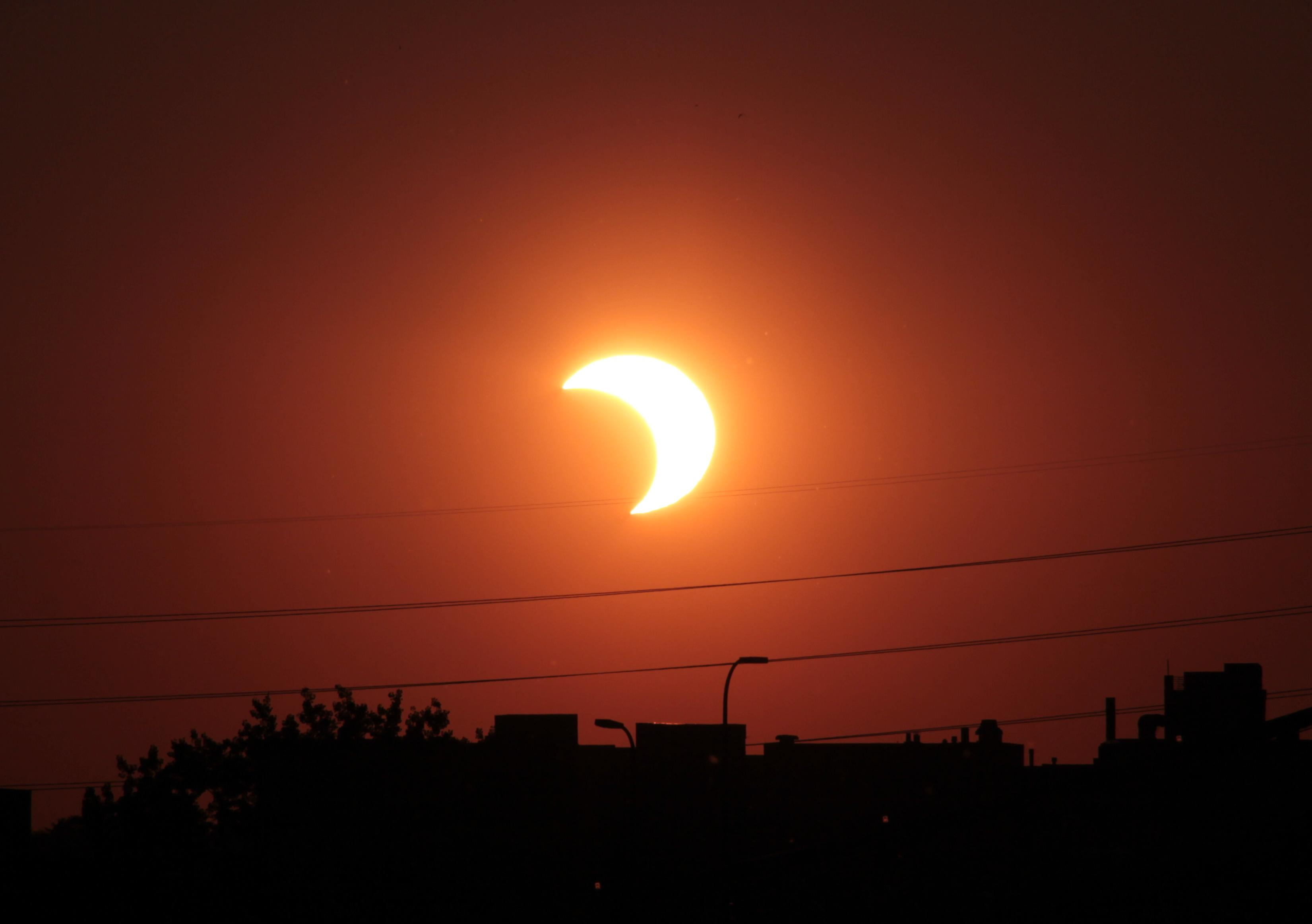
美国明尼蘇達州明尼阿波利斯的日偏食
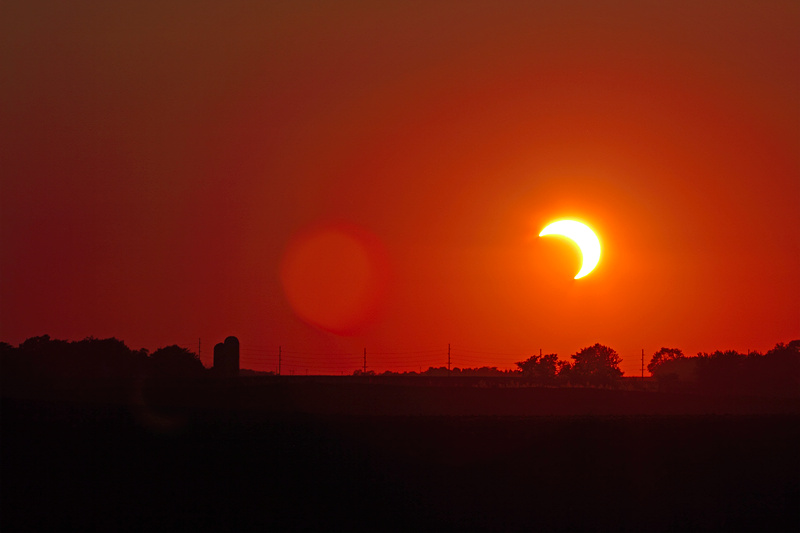
美国艾奥瓦州奧格登的日偏食

## 相關的日食

### 2011-2014年的日食
月球交替位於相對的月球交點時，以半個交點年（食年），即約177天又4小時間隔出現下列日食。
註：2011年1月4日和2011年7月1日的日偏食屬於上一組交點年系列。
| 日食列表  |           |           |           |           |           |           |           |           |           |           |           |
| 1997-2000 | 2000-2003 | 2004-2007 | 2008-2011 | 2011-2014 | 2015-2018 | 2018-2021 | 2022-2025 | 2026-2029 | 2029-2032 | 2033-2036 | 2036-2039 |

| 降交點                     | 降交點                   |                              | 升交點                    | 升交點 |
| 沙羅周期                   | 地圖                     | 沙羅周期                     | 地圖                      |        |
| 118 挪威特罗姆瑟的日偏食   | 2011年6月1日 偏食（北）  | 123                          | 2011年11月25日 偏食（南） |        |
| 128 美国米德爾蓋特的日環食 | 2012年5月20日 環食       | 133 澳洲凱恩斯的日全食       | 2012年11月13日 全食       |        |
| 138 澳洲丘吉爾石的日環食   | 2013年5月10日 環食       | 143 加蓬利伯维尔的日偏食     | 2013年11月3日 全環食      |        |
| 148 澳洲阿德萊德的日偏食   | 2014年4月29日 環食（南） | 153 美国明尼阿波利斯的日偏食 | 2014年10月23日 偏食（北） |        |

### 沙羅周期
沙羅週期長度為18年11天。本次日食屬於沙羅週期128，共包含73次日食，依次為984年8月29日至1399年5月6日的24次日偏食、1417年5月16日至1471年6月18日的4次日全食、1489年6月28日至1543年7月31日的4次全環食（亦稱混合食）、1561年8月11日至2120年7月25日的32次日環食、2138年8月5日至2282年11月1日的9次日偏食，總共歷時1298.17年。其中最長的全食發生於1453年6月7日，共持續了1分45秒。
下表列舉了1901年至2100年間發生的屬於該周期的日食，是第52至62次：
| 52            | 53            | 54            |
| ------------- | ------------- | ------------- |
| 1904年3月17日 | 1922年3月28日 | 1940年4月7日  |
| 55            | 56            | 57            |
| 1958年4月19日 | 1976年4月29日 | 1994年5月10日 |
| 58            | 59            | 60            |
| 2012年5月20日 | 2030年6月1日  | 2048年6月11日 |
| 61            | 62            |               |
| 2066年6月22日 | 2084年7月3日  |               |

### 默冬章
默冬序列是至少包含5個以19年（6939.69天）重覆出現的食的週期組合，而這些日食幾乎都出現在日曆上相同的日期。另一方面，它也包含了1/5長或3.8年（1387.94天）的子週期。
這個序列從1993年5月21日至2069年5月20日，其中包含了21次的日食事件。
| 5月20-21日    | 3月9日       | 12月25-26日    | 10月13-14日    | 8月1-2日     |
| 118           | 120          | 122            | 124            | 126          |
| ------------- | ------------ | -------------- | -------------- | ------------ |
| 1993年5月21日 | 1997年3月9日 | 2000年12月25日 | 2004年10月14日 | 2008年8月1日 |
| 128           | 130          | 132            | 134            | 136          |
| 2012年5月20日 | 2016年3月9日 | 2019年12月26日 | 2023年10月14日 | 2027年8月2日 |
| 138           | 140          | 142            | 144            | 146          |
| 2031年5月21日 | 2035年3月9日 | 2038年12月26日 | 2042年10月14日 | 2046年8月2日 |
| 148           | 150          | 152            | 154            | 156          |
| 2050年5月20日 | 2054年3月9日 | 2057年12月26日 | 2061年10月13日 | 2065年8月2日 |
| 158           |              |                |                |              |
| 2069年5月20日 |              |                |                |              |

## 資料來源
1. ↑  樊忠玉. . 中国天文科普网.   [2015-12-07]. （原始内容存档于2014-09-17）.
2. 1 2  Fred Espenak.  (PDF). NASA Eclipse Web Site.   [2015-12-18]. （原始内容存档 (PDF)于2016-01-07）.（英文）
3. ↑  Fred Espenak. . NASA Eclipse Web Site.   [2015-12-07]. （原始内容存档于2016-01-25）.（英文）
4. ↑  Xavier M. Jubier. .   [2016-01-10]. （原始内容存档于2015-03-20）.（法文）（英文）
5. ↑  Fred Espenak. . NASA Eclipse Web Site.   [2015-12-07]. （原始内容存档于2016-01-11）.（英文）
6. ↑  Fred Espenak. . NASA Eclipse Web Site.   [2015-12-07]. （原始内容存档于2008-08-08）.（英文）
7. ↑  Fred Espenak. . NASA Eclipse Web Site.   [2015-12-18]. （原始内容存档于2016-01-31）.（英文）
8. ↑  . 羊城晚报. 2012-05-21  [2015-12-07]. （原始内容存档于2012-05-25）.
9. ↑  . AM730. 2012-05-22  [2015-12-07]. （原始内容存档于2019-08-22）.
10. ↑  . 華視新聞. 2012-05-21  [2015-12-07]. （原始内容存档于2016-03-10）.
11. ↑  . The Atlantic. 2012-05-21  [2015-12-07]. （原始内容存档于2016-03-07）.（英文）
12. ↑  . 朝日新聞. 新浪网. 2012-05-21  [2015-12-07]. （原始内容存档于2015-12-08）.
13. ↑  .   [2015-12-07]. （原始内容存档于2016-01-09） （日语）.
14. ↑  . 國立天文台.   [2015年12月7日]. （原始内容存档于2016年1月22日） （日语）.
15. 1 2  . 央視網. 2012-05-19  [2015-12-07]. （原始内容存档于2015-12-08）.
16. ↑  . 新华网. 2012-05-22  [2015-12-07]. （原始内容存档于2012-06-06）.
17. ↑  . 央視網. 2012-05-21  [2015-12-07]. （原始内容存档于2015-12-08）.
18. ↑  . マイナビニュース. 2012-12-13  [2015-12-07]. （原始内容存档于2015-12-08） （日语）.
19. ↑  Fred Espenak. . NASA Eclipse Web Site.（英文）

## 外部連結
- NASA日食專頁（页面存档备份，存于）（英文）
- 可見區域圖和時間統計：由弗雷德·埃斯佩纳克做出的日食預報，NASA/GSFC
  - Google互動地圖呈現的日食範圍
  - 貝塞爾元素
- Google地圖顯示的日環食和日偏食範圍（页面存档备份，存于）（法文）（英文）

圖片：
- 直击2012日环食-科技时代-新浪网（页面存档备份，存于）
- （日語）
- 美國德州上空的日偏食，2012年5月22日每日一天文圖，拍攝於美国德克萨斯州桑當鎮（英语：Sundown, Texas）以西約30公里處，同一張圖於2015年9月13日再次入選每日一天文圖
- 日食時的地球，2012年5月30日每日一天文圖，日本多用途運輸衛星拍攝
- Sunset Ring of Fire（页面存档备份，存于），美国德克萨斯州大斯普林州立公園（英语：Big Spring State Park (Texas)）的日環食（英文）

| \| \| 日食 \|                              |                              |                                            |
| 上一次日食： 2011年11月25日日食 （日偏食） | 2012年5月20日日食 （日環食） | 下一次日食： 2012年11月13日日食 （日全食） |
| 上一次日環食： 2010年1月15日日食           | 2012年5月20日日食 （日環食） | 下一次日環食： 2013年5月10日日食           |
|                                            | 日食                         |                                            |